# Anna Caterina Gonzaga

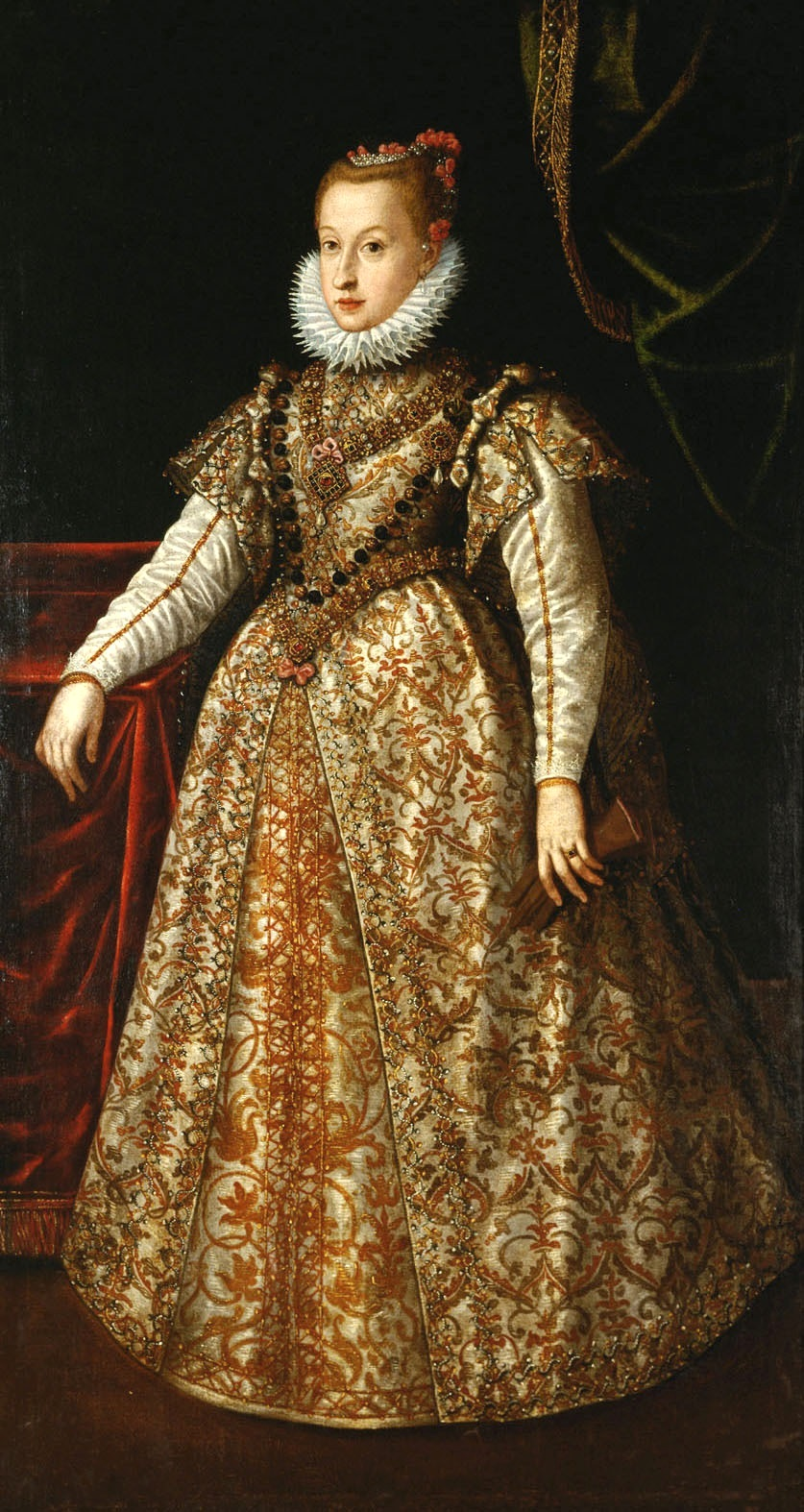
Anna Caterina Gonzaga

Anna Caterina Gonzaga, Prinzessin von Mantua und Montferrat, (* 27. Januar 1566 in Mantua; † 3. August 1621 in Innsbruck) war die Gemahlin von Erzherzog Ferdinand II. von Österreich, des Landesfürsten von Tirol.

## Leben
Sie war die jüngste Tochter des regierenden Herzogs von Mantua und Montferrat Guglielmo Gonzaga und dessen Ehefrau Eleonore von Österreich. Sie war umfassend humanistisch gebildet und stammte, politisch bedeutsam, aus einer kaisertreuen Dynastie. Über ihre Mutter war sie eine Enkelin von Kaiser Ferdinand I.
Am 1. Mai 1582 heiratete sie in Mantua als 16-Jährige über Vermittlung ihrer Tante Magdalena von Österreich ihren 52-Jährigen Onkel Ferdinand II., der zuvor mit der Bürgerlichen Philippine Welser verheiratet war. Die Verlobung hatte schon 1572 zu Lebzeiten von Ferdinands morganatischen Ehefrau stattgefunden. Wegen der nahen Verwandtschaft hatte zuvor der Papst Dispens erteilen müssen. Der Bräutigam war nicht selbst bei der Hochzeit in der Kirche anwesend, sondern ließ sich durch seinen Neffen, Anna Caterinas Cousin Ferdinand von Bayern, vertreten. Als erhebliche Mitgift brachte die junge Prinzessin von Mantua 120.000 Gulden und für 40.000 Golddukaten Schmuck nach Innsbruck mit. Im Gegenzug erhielt der herzogliche Schwiegervater vom Neffen seines Schwiegersohnes, Kaiser Rudolf II., das ausgehandelte erbliche Prädikat „Altezza“ („Hoheit“). Mit Ferdinand hatte die Prinzessin von Mantua drei Kinder: Anna Eleonore (1583–1584), Maria (1584–1649) sowie Anna (1585–1618), die später mit ihrem Cousin Kaiser Matthias verheiratet war.
Anna Caterina gründete mehrere Klöster und trat, nachdem ihr Ehemann 1595 gestorben war, 1612 unter dem Ordensnamen Anna Juliana zusammen mit ihrer Tochter Maria und 15 weiteren Frauen in das von ihr gegründete „Regelhaus“ in Innsbruck, eine Art Damenstift des Dritten Ordens, ein. Ihr Grab befindet sich im Servitenkloster in Innsbruck. Ihre Seligsprechung wurde 1693 bei der bischöflichen Behörde in Brixen eingeleitet, gelangte aber nicht zum Abschluss.